# Lacock

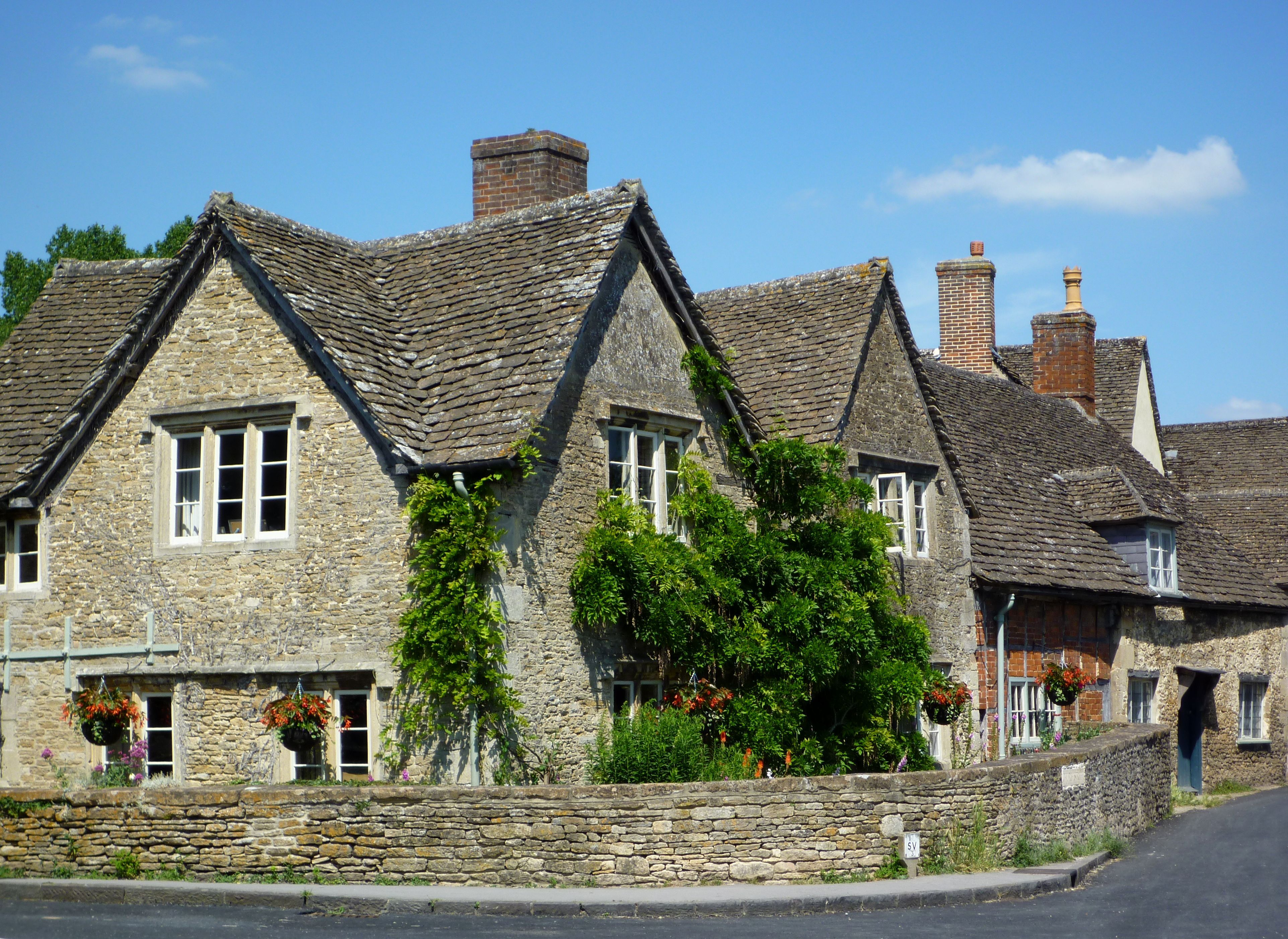
Maisons anciennes à Lacock

Lacock est un village du Wiltshire, dans le sud ouest de l'Angleterre, non loin de la ville de Chippenham, propriété du National Trust, très visité à cause de son caractère pittoresque et son aspect ancien, de nombreuses maisons datant du XVIIIe siècle et d'époque antérieures, l'église datant de la fin du XIe siècle. Lacock et son abbaye sont très fréquemment utilisés par les productions télévisées ou cinématographiques.

## Histoire

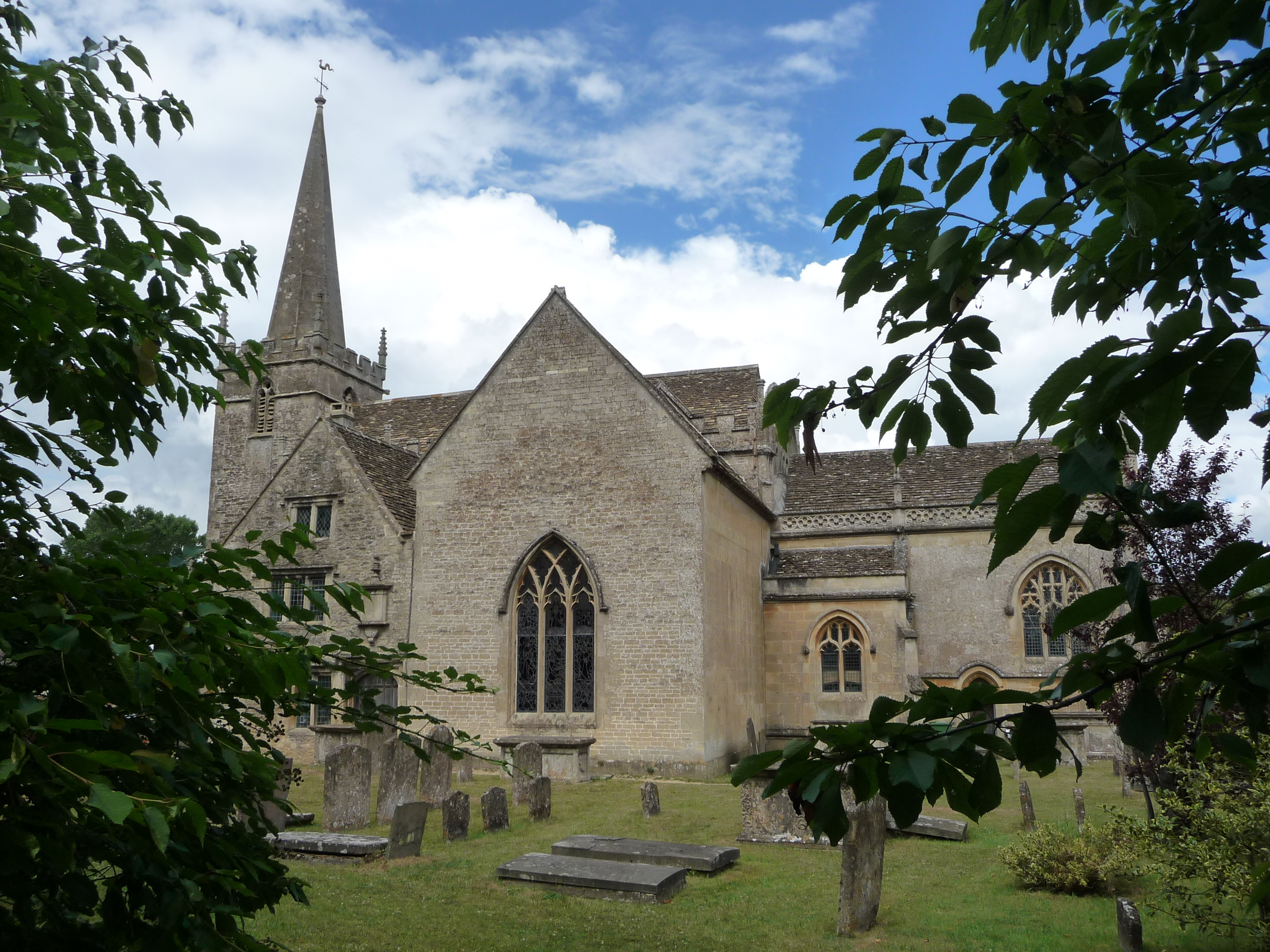
L'église Saint Cyriac (XIe siècle)

Lacock est mentionné en 1180 dans le Domesday Book, comme une agglomération d'environ 160 à 190 personnes, avec deux moulins et un vignoble. L'Abbaye Sainte-Marie de Lacock a été fondée officiellement en 1232 pour accueillir des religieuses augustines, par la comtesse de Salisbury, Ela, veuve, qui s'y retira en 1238 et en devint abbesse entre 1240 et 1257. Elle obtint pour sa ville le droit d'organiser deux marchés (lundi et vendredi) et une grande foire pour la fête des saints Pierre et Paul (29 juin).
Située à un carrefour entre la route romaine de Londres à Bath qui franchissait l'Avon à Reybridge, et la route de Chippenham à Melksham, possédant un gué franchissable à cheval, la ville vivait du commerce de la laine et de ses manufactures de vêtements et de drap. Après la dissolution des monastères par Henry VIII, l'abbaye fut vendue et passa à la famille Talbot.
Lacock cessa pratiquement de se construire quand l'activité textile prit fin au début du XIXe siècle et se figea peu à peu dans l'aspect qu'il a conservé jusqu'à aujourd'hui.
Le village fut confié au National Trust par la dernière héritière des Talbot en 1944.

## Lieu de tournage

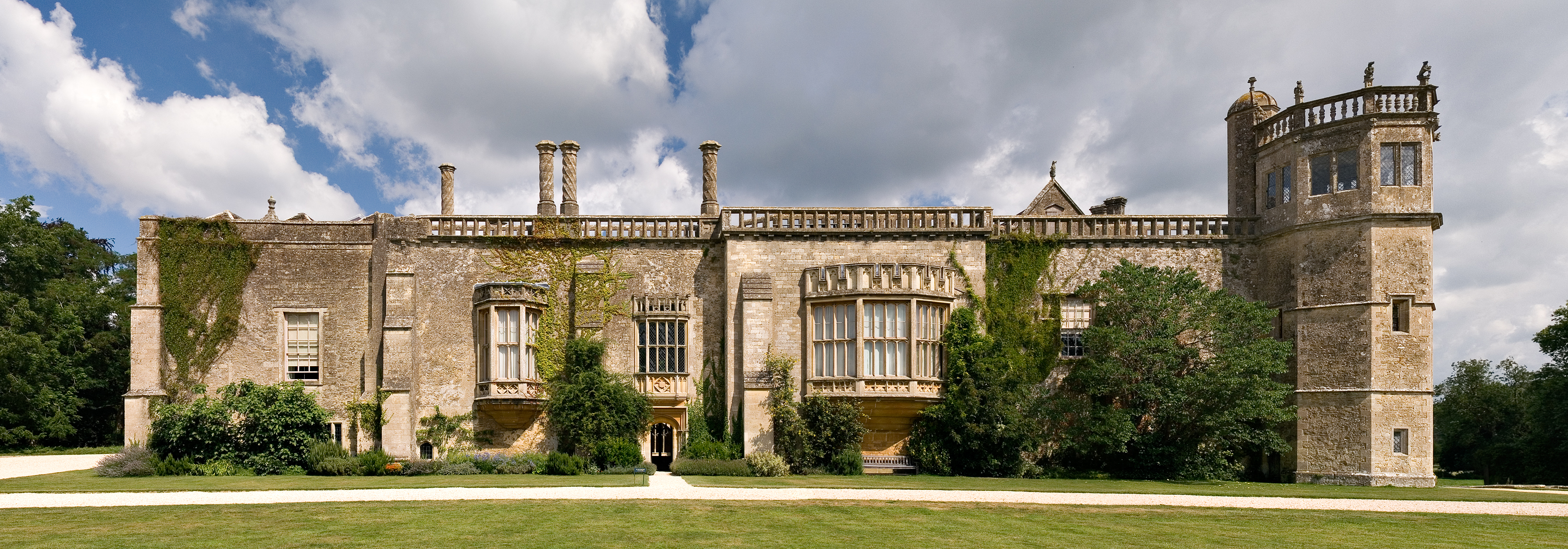
L'abbaye

L'aspect préservé du centre du village en fait depuis longtemps un lieu particulièrement apprécié pour les heritage film, ces films mettant en valeur le patrimoine, comme Orgueil et Préjugés en 1995 et Emma en 1996, d'après les œuvres de Jane Austen, ou Cranford en 2007, d'après le roman éponyme d'Elizabeth Gaskell, mais aussi pour d'autres productions, comme Harry Potter et le Prince de sang-mêlé en 2009 ou Downton Abbey (film) en 2019.

## Personnalités liées
- Zoe Sugg (née en 1990) et Joe Sugg (né en 1991), youtubers